# Uživatelská příručka
Uživatelská příručka (také referenční příručka), nebo manuál je technický dokument, jenž má poskytnout základní informace k používání výrobku, produktu či systému.
Uživatelské příručky (manuály) jsou obvykle připravovány pro účely popisu obsluhy elektronického zboží, různých strojů a přístrojů (také automobilů), počítačových programů pro uživatele. Obdobně existují obsáhlejší servisní příručky pro údržbu.
Manuály obsahují jak písemnou část, tak související obrázky.

## Obsah uživatelských manuálů
- Úvodní stránka
- Titulní strana s názvem produktu
- Předmluva, která obsahuje údaje o doplňkových dokumentech a informace o tom, jak se orientovat v uživatelské příručce
- Obsah
- Návod, jak použít základní funkce systému
- Řešení nejčastějších problémů
- FAQ (často kladené otázky)
- Kontakty na autorizované servisy

Manuály sepisují obvykle produktoví manažeři a techničtí pracovníci (v případě produktů a výrobků), nebo programátoři (v případě počítačových systémů).[zdroj⁠?!]